# Chia rẽ Tito – Stalin

Sự chia rẽ không chỉ khiến mối quan hệ giữa Nam Tư và Liên Xô xấu đi mà còn dẫn đến việc củng cố tầm ảnh hưởng của Liên Xô đối với khối phía Đông

Chia rẽ Tito – Stalin, hay Chia rẽ Nam Tư – Liên Xô, là đỉnh điểm cuộc xung đột giữa các giới lãnh đạo Nam Tư và Liên Xô, đặc biệt là dưới thời Josip Broz Tito và Iosif Vissarionovich Stalin. Mặc dù cả hai bên đều cho rằng nguyên nhân là do sự tranh chấp về ý thức hệ, cuộc xung đột là sản phẩm của cuộc đấu tranh địa chính trị ở vùng Balkan, bao gồm Albania, Bulgaria và cuộc nổi dậy của cộng sản ở Hy Lạp.
Trong những năm sau Chiến tranh thế giới thứ hai, Nam Tư theo đuổi các mục tiêu phát triển kinh tế, chính sách đối nội và đối ngoại không phù hợp với lợi ích của Liên Xô và Khối phía Đông. Việc Tito muốn sáp nhập Albania vào Nam Tư cũng như ủng hộ lực lượng cộng sản trong Nội chiến Hy Lạp càng làm gia tăng căng thẳng và phức tạp tình hình chính trị. Liên Xô phản đối chính sách của Nam Tư đối với Hy Lạp và nỗ lực làm chậm quá trình sáp nhập Nam Tư - Albania. Khi trở nên công khai vào năm 1948, xung đột giữa Nam Tư và Liên Xô được miêu tả như sự tranh chấp ý thức hệ nhằm loại bỏ nghi ngờ về một cuộc tranh giành quyền lực ở Đông Âu.
Sự chia rẽ đã mở ra cuộc thanh trừng trong Đảng Cộng sản Nam Tư, đồng thời gây ra gián đoạn không nhỏ đối với nền kinh tế, vốn trước đây phụ thuộc vào Khối phía Đông. Xung đột cũng làm dấy lên lo ngại về sự xâm lược của Liên Xô. Bị Liên Xô và Khối phía Đông tước viện trợ, Nam Tư sau đó quay sang Hoa Kỳ để được hỗ trợ kinh tế và quân sự.

## Bối cảnh

### Xung đột Tito-Stalin trong Chiến tranh thế giới thứ hai
Vào ngày 6 tháng 4 năm 1941, phe Trục mở cuộc tấn công xâm lược Nam Tư. Nam Tư đầu hàng 11 ngày sau đó, và chính phủ chạy ra nước ngoài. Đức Quốc xã, Phát xít Ý, Bulgaria và Hungary thôn tính các phần Nam Tư. Phần lãnh thổ còn lại bị chia cắt thành nhiều phần: phía đông được chia thành các khu vực do Đức chiếm đóng ở Serbia và Banat, trong khi phía tây trở thành Nhà nước Độc lập Croatia, một chính phủ bù nhìn do quân Đức và Ý đồn trú. Liên Xô, vẫn tôn trọng Hiệp ước Molotov-Ribbentrop, đã cắt đứt quan hệ với chính phủ Nam Tư và tìm cách thành lập một tổ chức Cộng sản mới độc lập với Đảng Cộng sản Nam Tư ở Croatia. Liên Xô cũng ngầm chấp thuận việc tái cơ cấu Đảng Công nhân Bulgaria sao cho phù hợp với các lãnh thổ Nam Tư bị Bulgaria chiếm đóng. Liên Xô chỉ đảo ngược quyết định trên vào tháng 9 năm 1941 - ngay sau khi chiến dịch Barbarossa bắt đầu và sau sự phản đối liên tục từ Đảng Cộng sản Nam Tư.
Vào tháng 6 năm 1941, Tito thông báo cho Đệ Tam Quốc tế và Stalin về kế hoạch nổi dậy chống lại sự chiếm đóng của phe Trục. Tuy nhiên, Stalin cho rằng không nên sử dụng nhiều biểu tượng cộng sản, bởi ông cho rằng phe Đồng Minh phải đi ngược lại với những hành động hủy diệt "quyền tự do dân chủ" do phe Trục gây ra. Do đó, Stalin cảm thấy các lực lượng Cộng sản ở châu Âu phải có nghĩa vụ chiến đấu khôi phục các quyền tự do dân chủ. Đối với Nam Tư, điều này có nghĩa là chiến đấu để khôi phục lại chính phủ lưu vong. Tàn dư của Quân đội Hoàng gia Nam Tư, do Draža Mihailović chỉ huy, đã tập hợp lại thành đội quân Chetnik, tổ chức chiến tranh du kích, nhằm khôi phục lại Vua Petar II.

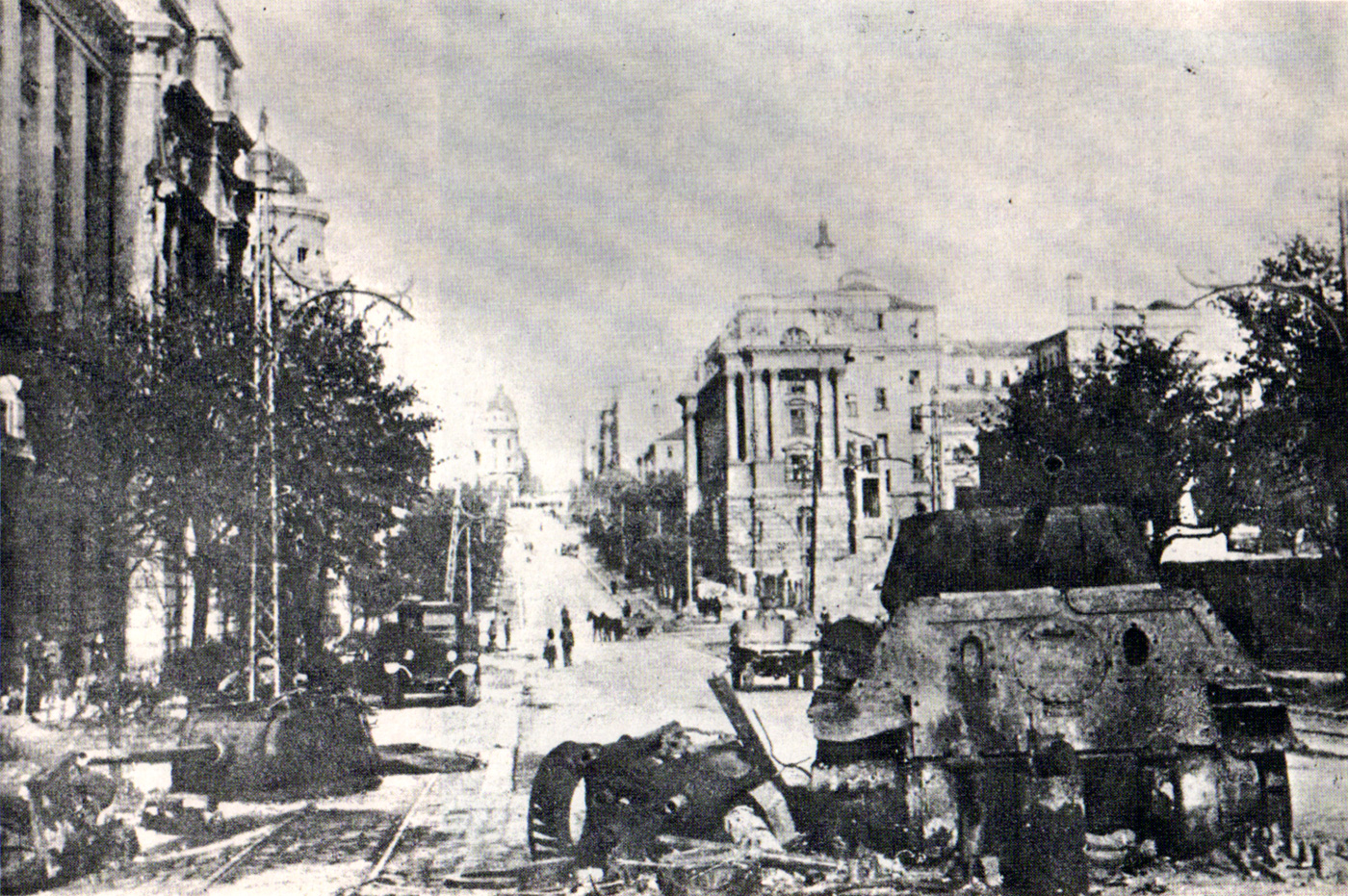
Hồng quân Liên Xô, được hỗ trợ bởi Quân đội Giải phóng Nam Tư, chiếm Belgrade vào tháng 10 năm 1944.

Vào tháng 10 năm 1941, Tito đã hai lần gặp Mihailović đề xuất cùng nhau mở một cuộc đấu tranh chung chống lại phe Trục, cũng như đề bạt Mihailović làm tham mưu trưởng, nhưng Mihailović từ chối. Đến cuối tháng 10, Mihailović kết luận rằng Cộng sản là kẻ thù thực sự. Lúc đầu, lực lượng Mihailović chống lại cả Tito và phe phát xít, nhưng trong vòng vài tháng, họ bắt đầu hợp tác với phe Trục chống lại Tito. Đến tháng 11, lực lượng Quân đội Giải phóng chiến đấu với quân Chetnik trong khi gửi thông điệp tới Moskva để phản đối việc Liên Xô ca ngợi Mihailović.
Năm 1943, Tito biến Hiệp hội giải phóng dân tộc Nam Tư chống phát xít (AVNOJ) thành một cơ quan lập pháp, tố cáo chính phủ lưu vong và cấm nhà vua trở về nước, đi ngược lại lời khuyên của Liên Xô. Cùng thời điểm đó, Stalin đang tham dự Hội nghị Tehran và coi hành động này là một sự phản bội. Vào năm 1944–1945, chỉ thị mới của Stalin thiết lập liên minh với các chính trị gia tư sản đã vấp phải sự hoài nghi ở Nam Tư. Sự nghi ngờ ngày càng gia tăng sau khi Thỏa thuận Tỷ lệ phần trăm giữa Stalin và Churchill được tiết lộ.
Trong những ngày cuối cùng của cuộc chiến, lực lượng giải phóng Nam Tư đã chiếm được một số khu vực ở Kärnten và đang trên đường tiến đến Ý. Trong khi các nước Đồng minh tin rằng việc này đã được Stalin sắp xếp từ trước, Stalin thực sự phản đối kế hoạch này, và lo sợ xảy ra xung đột với phe Đồng Minh ở Trieste. Stalin ra lệnh cho Tito rút lui, và các lực lượng giải phóng đã tuân theo.

### Tình hình chính trị ở Đông Âu, 1945–1948
Sau chiến tranh thế giới thứ hai, Liên Xô tìm cách thiết lập tầm ảnh hưởng chính trị ở các khu vực bị Hồng quân chiếm đóng, chủ yếu bằng cách thành lập các chính phủ liên minh ở các nước Đông Âu. Sự cai trị đơn đảng về cơ bản là khó đạt được vì lực lượng các đảng Cộng sản thường khá nhỏ. Ở Nam Tư và Albania, đảng Cộng sản nhận được sự ủng hộ đáng kể của quần chúng. Trong khi Cộng hòa Liên bang Xã hội chủ nghĩa Nam Tư của Tito nằm dưới ảnh hưởng của Liên Xô trong những tháng cuối cùng của cuộc chiến và những năm đầu tiên sau chiến tranh, Stalin đã nhiều lần tuyên bố ngược lại. Sự tương phản này được thể hiện trong các cuộc tấn công của Liên Xô vào tháng 10 năm 1944. Lực lượng của Tito đã hỗ trợ cuộc tấn công, cuối cùng đã đẩy Wehrmacht và đồng minh ra khỏi miền bắc Serbia và chiếm được Beograd. Fyodor Ivanovich Tolbukhin phải xin phép chính phủ lâm thời của Tito để được vào Nam Tư và chấp nhận quyền lực dân sự Nam Tư trên bất kỳ lãnh thổ nào được giải phóng.

## Mối quan hệ xấu đi

### Chính sách đối ngoại của Nam Tư, 1945–1947

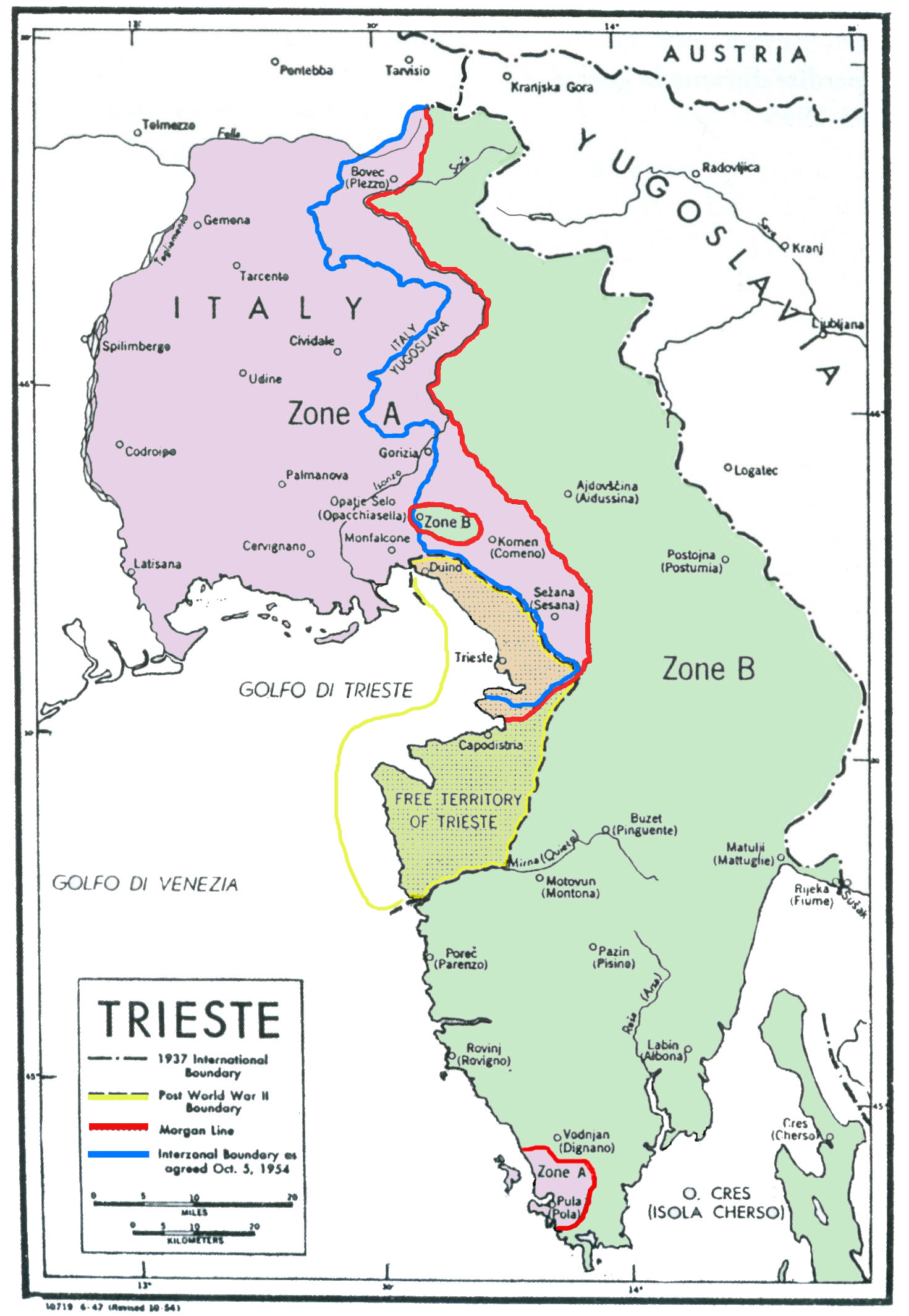
Nam Tư tuyên bố chủ quyền với Trieste, nguồn cơn xung đột với phe Đồng minh. Khu A và B lần lượt do phe Đồng minh và Nam Tư kiểm soát.

Sau chiến tranh, Liên Xô và Nam Tư đã ký một hiệp ước hữu nghị khi Tito gặp Stalin tại Moskva vào năm 1945. Hai quốc gia thiết lập quan hệ song phương tốt đẹp bất chấp những khác biệt về quan điểm. Stalin cho rằng chính sách đối ngoại của Nam Tư là không hợp lý vì những tuyên bố lãnh thổ của Nam Tư chồng lấn với hầu hết các nước láng giềng, bao gồm Hungary, Áo, và Ý. Tito sau đó đã có một bài phát biểu chỉ trích Liên Xô vì đã không ủng hộ các yêu sách về lãnh thổ của mình. Cuộc đối đầu với các nước Đồng Minh trở nên căng thẳng vào tháng 8 năm 1946 khi Nam Tư buộc một chiếc Douglas C-47 Skytrain của Lực lượng Không quân Hoa Kỳ hạ cánh xuống gần Ljubljana và bắn hạ một chiếc khác ở trên bầu trời Bled, bắt sống 10 người và giết chết 5 người. Các nước phương Tây tin rằng Stalin khuyến khích hành động này; tuy nhiên Stalin thực sự muốn tránh đối đầu với phương Tây.
Tito cũng tìm cách thiết lập sự thống trị trong khu vực đối với các nước láng giềng phía nam của Nam Tư - Albania, Bulgaria và Hy Lạp. Việc Macedonia trước chiến tranh do cả ba nước Nam Tư, Bulgaria, Hy Lạp kiểm soát và người gốc Albania chiếm đa số ở Kosovo càng làm tình hình trong khu vực trở nên phức tạp. Năm 1943, Đảng Cộng sản Albania đề xuất việc chuyển Kosovo sang cho Albania quản lý. Nam Tư khi đó đã đưa ra một đối sách là hợp nhất Albania vào Nam Tư. Tito và thư ký thứ nhất của Đảng Cộng sản Albania, Enver Hoxha, đã xem xét ý tưởng vào năm 1946, và đi tới quyết định hợp nhất hai nước.
Năm 1946, Albania và Nam Tư ký hiệp ước tương trợ và hiệp định hải quan, gần như hoàn toàn hợp nhất Albania vào hệ thống kinh tế Nam Tư. Gần một nghìn chuyên gia kinh tế Nam Tư đã được cử đến Albania, và đại diện của Đảng Cộng sản Nam Tư đã được bổ sung vào ủy ban trung ương của Đảng Cộng sản Albania. Quân đội hai nước cũng tăng cường hợp tác, tiêu biểu trong Sự cố kênh Corfu vào tháng 10 năm 1946, khiến 44 người chết và 42 người bị thương. Mặc dù Liên Xô đã khẳng định trước đó rằng họ sẽ chỉ làm việc với Albania thông qua Nam Tư, Stalin vẫn cảnh báo Nam Tư nên làm chậm quá trình thống nhất với Albania.
Vào tháng 8 năm 1947, Bulgaria và Nam Tư đã ký Thỏa thuận Bled mà không tham khảo ý kiến của Liên Xô. Bộ trưởng Ngoại giao Liên Xô Vyacheslav Mikhailovich Molotov đã lên tiếng chỉ trích hành động này. Mặc dù vậy, khi Cục thông tin của Quốc tế được thành lập vào tháng 9 để tạo điều kiện thuận lợi cho hoạt động và liên lạc của các tổ chức Cộng sản quốc tế, Liên Xô đã tán dương Nam Tư như một hình mẫu để Khối phía Đông noi theo. Kể từ năm 1946, các báo cáo nội bộ từ đại sứ quán Liên Xô ở Beograd đã miêu tả các nhà lãnh đạo Nam Tư ngày càng tiêu cực.

### Hợp nhất với Albania và hỗ trợ cho quân nổi dậy Hy Lạp
Liên Xô bắt đầu cử cố vấn đến Albania vào giữa năm 1947. Tito coi động thái này là mối đe dọa đối với sự hợp nhất sâu hơn của Albania vào Nam Tư. Theo Tito, nguyên nhân dẫn đến điều này là do cuộc tranh giành quyền lực trong ủy ban trung ương Đảng Cộng sản Albania giữa Enver Hoxha, bộ trưởng nội vụ Koçi Xoxe, và bộ trưởng kinh tế và công nghiệp, Naco Spiru. Spiru là một trong những người phản đối mạnh mẽ việc sáp nhập với Nam Tư và ủng hộ mối quan hệ chặt chẽ hơn với Liên Xô. Bị Xoxe thúc giục và những lời buộc tội của Nam Tư, Hoxha đã mở một cuộc điều tra về Spiru. Vài ngày sau, Spiru chết trong hoàn cảnh không rõ ràng, và được chính thức tuyên bố là tự sát. Sau cái chết của Spiru, đã có một loạt cuộc gặp giữa các nhà ngoại giao, quan chức Nam Tư và Liên Xô, đỉnh điểm là cuộc họp giữa Stalin và Milovan Djilas vào tháng 12 năm 1947 và tháng 1 năm 1948. Stalin cuối cùng cũng ủng hộ sự hợp nhất của Albania vào Nam Tư, miễn là điều này được hoãn lại cho đến một thời điểm thích hợp và được thực hiện với sự đồng ý của người Albania. Người ta vẫn còn tranh luận về việc liệu Stalin có thực sự ủng hộ hay không, hay là ông đang theo đuổi một chiến thuật trì hoãn. Djilas cho rằng Stalin thật sự ủng hộ sự hợp nhất.
Sự hỗ trợ của Nam Tư đối với lực lượng cộng sản trong Nội chiến Hy Lạp đã gián tiếp khuyến khích người Albania ủng hộ mối quan hệ chặt chẽ hơn với Nam Tư. Cuộc nội chiến ở Hy Lạp củng cố nhận thức của người Albania rằng biên giới phía nam đang bị Hy Lạp đe dọa. Trong khi đó, Mỹ và Anh bắt đầu tổ chức các hoạt động thu thập thông tin tình báo ở Abania. Năm 1947, mười hai đặc vụ Cơ quan Tình báo Anh đã nhảy dù xuống miền Trung Albania để bắt đầu một cuộc nổi dậy nhưng bất thành. Nam Tư hy vọng rằng mối đe dọa từ Hy Lạp sẽ làm tăng sự ủng hộ của người Albania trong việc sáp nhập với Nam Tư. Các đặc phái viên của Liên Xô tại Albania cho rằng nỗ lực này đã thành công trong việc khiến người Albania cho rằng họ không thể tự vệ, mặc dù các nguồn tin của Liên Xô chỉ ra rằng không có mối đe dọa thực sự nào về việc Hy Lạp xâm lược Albania. Bên cạnh đó, Tito cho rằng, vì nhiều thành viên lực lượng Quân đội Dân chủ Hy Lạp (một lực lượng của Đảng Cộng sản Hy Lạp) là người Slav Macedonia, nên việc hợp tác với họ có thể cho phép Nam Tư mở rộng lãnh thổ sang Macedonia thuộc Aegea ngay cả khi Quân đội Dân chủ Hy Lạp không giành được chính quyền.
Ngay sau khi Djilas và Stalin gặp nhau, Tito đề nghị với Hoxha rằng Albania nên cho phép Nam Tư sử dụng các căn cứ quân sự gần Korçë, gần biên giới Albania-Hy Lạp, để phòng thủ trước cuộc tấn công tiềm tàng của Hy Lạp và lực lượng Anh-Mỹ. Đến cuối tháng 1, Hoxha chấp nhận ý tưởng này. Hơn nữa, Xoxe chỉ ra rằng việc hợp nhất quân đội Albania và Nam Tư đã được chấp thuận. Mặc dù việc này được cho là đã tiến hành trong bí mật, Liên Xô đã biết về kế hoạch này từ một nguồn tin trong chính phủ Albania.

### Thành lập Liên bang với Bulgaria
Vào cuối năm 1944, Stalin lần đầu tiên đề xuất một liên bang Nam Tư - Bulgaria. Nam Tư cho rằng điều này có thể thực hiện được, nhưng chỉ khi Bulgaria trở thành một trong bảy thành viên của Nam Tư, và Pirin Macedonia được nhượng cho Macedonia thuộc Nam Tư. Vì hai bên không thể thống nhất, Stalin đã mời họ đến Moskva vào tháng 1 năm 1945 để phân xử. Ban đầu Liên Xô ủng hộ quan điểm của Bulgaria, thế nhưng vài ngày sau đó lại chuyển sang lập trường của Nam Tư. Vào ngày 26 tháng 1, chính phủ Anh đã cảnh báo chính quyền Bulgaria không được có bất kỳ thỏa thuận nào với Nam Tư trước khi ký hiệp ước hòa bình với Đồng minh. Kế hoạch trên đã bị hủy bỏ.
Ba năm sau, vào năm 1948, khi Tito và Hoxha chuẩn bị triển khai Quân đội Nhân dân Nam Tư đến Albania, lãnh đạo Đảng Công nhân Bulgaria Georgi Dimitrov đã nói chuyện với các nhà báo phương Tây về việc biến Khối phía Đông thành một nhà nước có tổ chức liên bang. Sau đó, ông đưa Hy Lạp vào danh sách các nước "Dân chủ Nhân dân", khiến cả phương Tây và Liên Xô cảm thấy lo ngại. Tito cố gắng giữ Nam Tư thoát khỏi ý tưởng này, nhưng Liên Xô cho rằng lời nói của Dimitrov là bị ảnh hưởng bởi ý định của Nam Tư tại Balkan. Vào ngày 1 tháng 2 năm 1948, Molotov chỉ thị cho các nhà lãnh đạo Nam Tư và Bulgaria cử đại diện đến Moskva trước ngày 10 tháng 2. Vào ngày 5 tháng 2, chỉ vài ngày trước cuộc gặp dự kiến với Stalin, Quân đội Dân chủ Hy Lạp đã phát động cuộc tổng tấn công, và 4 ngày sau tiến hành pháo kích vào Thessaloniki.

### Cuộc gặp với Stalin tháng 2 năm 1948

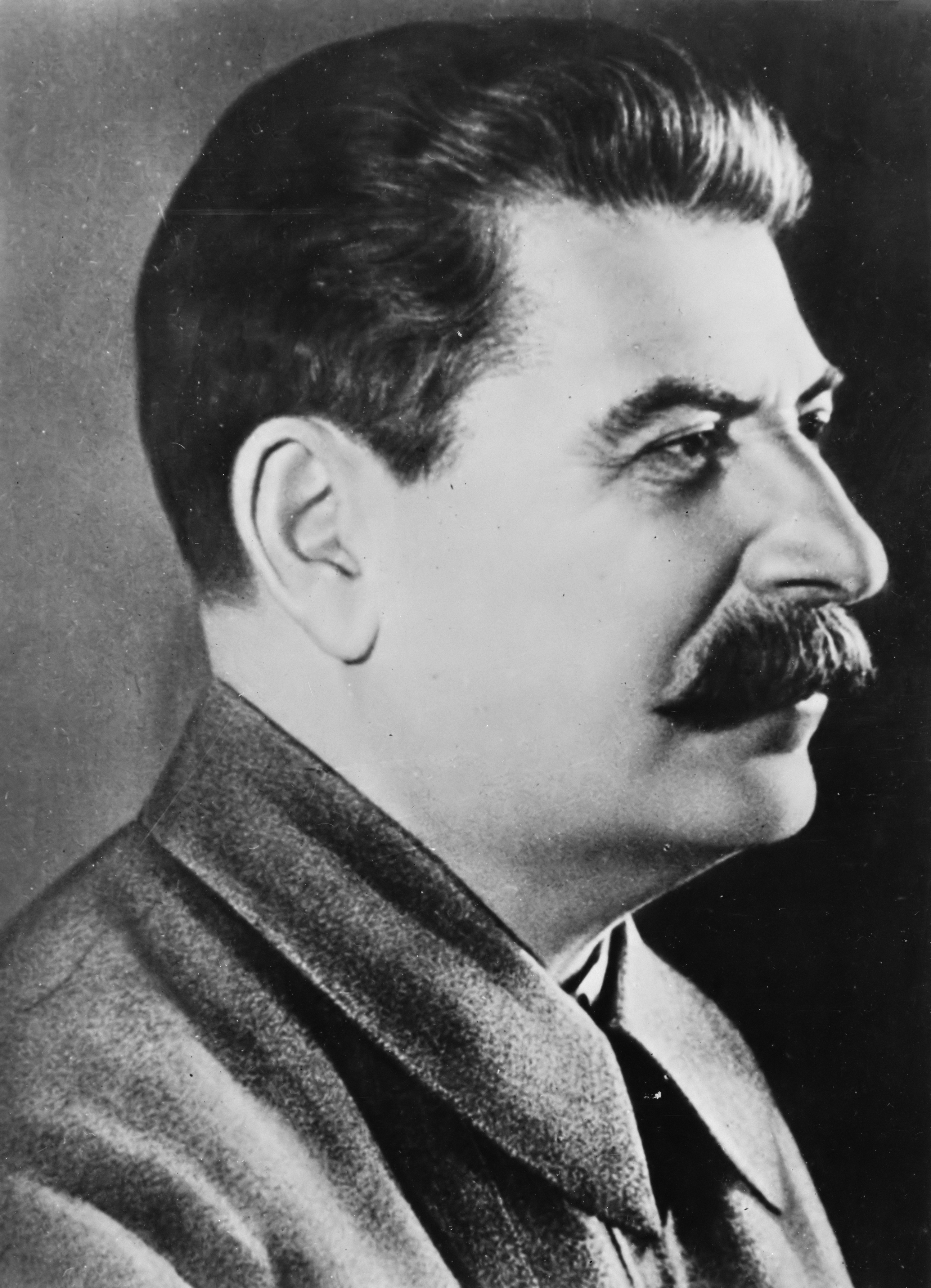
Nhà lãnh đạo Liên Xô Iosif Vissarionovich Stalin đã gặp các quan chức Nam Tư tại Moskva vào tháng 2 năm 1948

Đáp lại lệnh triệu tập của Molotov, Tito cử Kardelj và Vladimir Bakarić đến Moskva. Stalin chỉ trích Nam Tư và Dimitrov vì đã phớt lờ Liên Xô trong việc ký kết Hiệp định Bled, cũng như đưa Hy Lạp vào một liên bang giả định với Bulgaria và Nam Tư. Ông cũng yêu cầu chấm dứt cuộc nổi dậy ở Hy Lạp, cho rằng bất kỳ sự hỗ trợ nào nữa cho quân du kích Cộng sản ở đó có thể dẫn đến một cuộc xung đột lớn hơn với Hoa Kỳ và Vương quốc Anh. Stalin đã hạn chế sự ủng hộ đối với Quân đội Dân chủ Hy Lạp, từ đó tuân thủ Thỏa thuận Tỷ lệ phần trăm, đặt Hy Lạp vào vùng ảnh hưởng của Anh.
Stalin cũng yêu cầu ngay lập tức thành lập một liên bang giữa Bulgaria và Nam Tư với Albania sẽ tham gia sau. Đồng thời, ông bày tỏ sự ủng hộ với việc thành lập các liên bang tương tự giữa Hungary và Romania cũng như Ba Lan và Tiệp Khắc. Phái đoàn Nam Tư và Bulgaria đã thừa nhận sai lầm, và Stalin đã yêu cầu Kardelj và Dimitrov ký một hiệp ước buộc Nam Tư và Bulgaria phải tham khảo ý kiến của Liên Xô về các chính sách đối ngoại. Bộ chính trị Đảng Cộng sản Nam Tư họp bí mật vào ngày 19 tháng 2 và quyết định phản đối thành lập bất kỳ liên bang nào với Bulgaria. Hai ngày sau, Tito, Kardelj và Djilas gặp Nikos Zachariadis, Tổng Bí thư Đảng Cộng sản Hy Lạp, và thông báo cho ông rằng Stalin phản đối cuộc đấu tranh vũ trang của lực lượng cộng sản ở Hy Lạp nhưng Nam Tư hứa sẽ vẫn tiếp tục hỗ trợ.
Ủy ban trung ương Đảng Cộng sản Nam Tư đã họp vào ngày 1 tháng 3 và lưu ý rằng Nam Tư sẽ chỉ có thể độc lập nếu chống lại kế hoạch phát triển kinh tế của Liên Xô ở Đông Âu. (Liên Xô không đồng ý với kế hoạch phát triển 5 năm của Nam Tư vì không phù hợp với nhu cầu của Khối phía Đông mà ưu tiên phát triển chỉ dựa trên nhu cầu của địa phương.) Ủy ban trung ương cũng bác bỏ khả năng thanh lập liên bang với Bulgaria, coi đó là một chiến thuật ngựa thành Troia, và quyết định tiếp tục tiến hành các chính sách hiện có đối với Albania. Ủy viên Bộ Chính trị kiêm Bộ trưởng chính phủ Sreten Žujović, người không có mặt tại cuộc họp ngày 19 tháng 2, tham dự cuộc họp ngày 1 tháng 3 và thông báo tình hình cho Liên Xô.
Tại Albania, Xoxe đã thanh trừng tất cả các lực lượng chống Nam Tư khỏi ủy ban trung ương Đảng Cộng sản Albania tại hội nghị toàn thể từ ngày 26 tháng 2 đến ngày 8 tháng 3. Ủy ban trung ương Đảng Cộng sản Albania đã thông qua một nghị quyết tuyên bố chính sách thân Nam Tư. Các nhà chức trách Albania đã thông qua một tài liệu bí mật nêu chi tiết kế hoạch sáp nhập các lực lượng quân đội Albania với  Nam Tư, với lý do sự đe dọa xâm lược từ Hy Lạp và cho rằng việc có quân đội Nam Tư tại biên giới Albania-Hy Lạp là một "điều cần thiết cấp bách". Trước những động thái đó, Liên Xô đã triệu hồi các cố vấn quân sự ở Nam Tư về nước vào ngày 18 tháng 3.

## Các bức thư của Stalin

### Bức thư đầu tiên
Vào ngày 27 tháng 3, Stalin gửi bức thư đầu tiên cho Tito và Kardelj, đánh dấu cuộc xung đột trở thành mang tính ý thức hệ. Trong thư, Stalin tố cáo Tito và Kardelj, cũng như Djilas, Svetozar Vukmanović, Boris Kidrič, và Aleksandar Rankovi là những người theo chủ nghĩa Marx đáng ngờ, và chịu trách nhiệm cho bầu không khí chống Liên Xô ở Nam Tư. Stalin cũng chỉ trích các chính sách an ninh, kinh tế của Nam Tư cũng như bổ nhiệm chính trị. Đặc biệt, ông phẫn nộ với ý kiến cho rằng cách mạng xã hội chủ nghĩa ở Liên Xô chưa triệt để và Nam Tư có tính cách mạng hơn Liên Xô. Mục đích bức thư là để thúc giục những người Cộng sản trung thành loại bỏ những người theo chủ nghĩa Marx đáng ngờ. Liên Xô duy trì liên lạc với Žujović và cựu bộ trưởng công nghiệp Andrija Hebrang và vào đầu năm 1948, chỉ thị Žujović cách chức Tito. Họ hy vọng sẽ giữ vị trí tổng thư ký Đảng Cộng sản Nam Tư cho Žujović và để Hebrang đảm nhiệm vị trí thủ tướng.
Tito đã triệu tập ủy ban trung ương vào ngày 12 tháng 4 để viết một bức thư đáp lại Stalin. Tito bác bỏ những tuyên bố của Stalin và cho rằng đó là vu khống và thông tin sai lệch. Ông cũng nhấn mạnh những thành tựu của Nam Tư về độc lập và bình đẳng quốc gia. Žujović là người duy nhất phản đối Tito tại cuộc họp. Ông ủng hộ việc biến Nam Tư trở thành một phần của Liên Xô, và ông đặt câu hỏi về vị trí tương lai của đất nước trong quan hệ quốc tế nếu liên minh Xô viết không được duy trì. Tito kêu gọi hành động chống lại Žujović và Hebrang, tố cáo Hebrang là nguyên nhân chính khiến Liên Xô không tin tưởng. Để làm mất uy tín của Hebrang, Tito bịa đặt cáo buộc rằng Hebrang đã trở thành gián điệp của Ustaše trong thời gian bị giam cầm vào năm 1942 và sau đó đã bị Liên Xô tống tiền. Cả Žujović và Hebrang đều bị bắt trong vòng một tuần.

### Bức thư thứ hai
Vào ngày 4 tháng 5, Stalin gửi bức thư thứ hai cho Nam Tư phủ nhận việc giới lãnh đạo Liên Xô bị thông tin sai về tình hình ở Nam Tư và tuyên bố rằng sự khác biệt là vấn đề nguyên tắc. Ông cũng phủ nhận sự liên quan của Hebrang nhưng xác nhận rằng Žujović thực sự có dính líu. Stalin đặt câu hỏi về quy mô thành tựu của Nam Tư, cho rằng rằng sự thành công của bất kỳ đảng cộng sản nào đều phụ thuộc vào sự trợ giúp của Hồng quân - ngụ ý rằng quân đội Liên Xô là yếu tố cần thiết để Nam Tư giữ được quyền lực. Cuối cùng, ông đề nghị đưa vấn đề ra trước Cục thông tin của Quốc tế. Trong thư phản hồi, Tito và Kardelj từ chối sự phân xử của Cục thông tin của Quốc tế, và cáo buộc Stalin vận động hành lang các đảng cộng sản khác về phe mình.

### Bức thư thứ ba và Nghị quyết của Cục thông tin của Quốc tế
Vào ngày 19 tháng 5, phái đoàn Nam Tư nhận được lời mời tham dự một cuộc họp của Cục thông tin của Quốc tế để thảo luận về tình hình Đảng Cộng sản Nam Tư. Tuy nhiên, Ủy ban trung ương Đảng Cộng sản Nam Tư đã từ chối lời mời. Sau đó, Stalin đã gửi bức thư thứ ba cho Tito và Hebrang, nói rằng việc Đảng Cộng sản Nam Tư không cử phái đoàn đến Cục thông tin của Quốc tế đồng nghĩa với việc ngầm thừa nhận tội lỗi. Vào ngày 19 tháng 6, Đảng Cộng sản Nam Tư nhận được lời mời chính thức tham dự cuộc họp Cục thông tin của Quốc tế ở Bucharest trong hai ngày. Ban lãnh đạo Đảng Cộng sản Nam Tư đã thông báo với Cục thông tin của Quốc tế rằng họ sẽ không cử bất kỳ đại biểu nào.
Cục thông tin của Quốc tế đã đưa ra Nghị quyết về Đảng Cộng sản Nam Tư vào ngày 28 tháng Sáu chỉ trích Nam Tư về chủ nghĩa chống Xô viết và những sai sót về ý thức hệ, thiếu dân chủ trong đảng và bảo thủ không chấp nhận chỉ trích. Hơn nữa, Cục thông tin của Quốc tế cáo buộc Đảng Cộng sản Nam Tư chống lại các đảng phái khác, tách khỏi mặt trận xã hội chủ nghĩa thống nhất, phản bội sự đoàn kết quốc tế của nhân dân lao động và có tư tưởng dân tộc chủ nghĩa. Cuối cùng, Đảng Cộng sản Nam Tư đã bị khai trừ khỏi Cục thông tin của Quốc tế. Nghị quyết cũng hi vọng những thành viên trung thành của Đảng Cộng sản Nam Tư sẽ lật đổ Tito và quyền lãnh đạo của ông. Stalin mong muốn Đảng Cộng sản Nam Tư sẽ lùi bước và khôi phục lại quan hệ với Liên Xô.

## Hậu quả

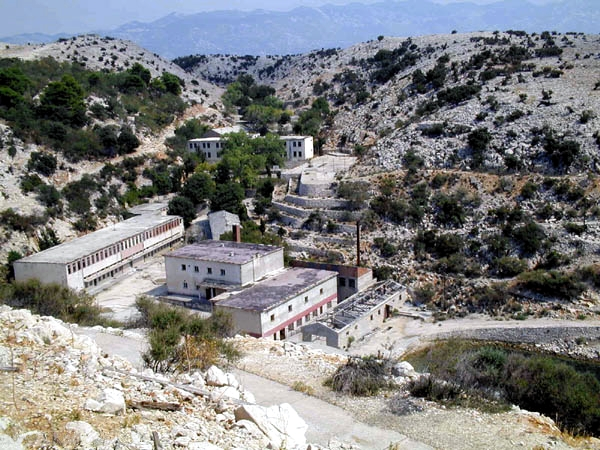
Trại tù Goli Otok được xây dựng để giam giữ những người bị kết tội ủng hộ Stalin.

Tito đã chọn phương án chống lại Stalin, tin tưởng rằng hệ thống mạng lưới rộng khắp của Đảng Cộng sản Nam Tư, được xây dựng thông qua phong trào du kích trước đây, sẽ ủng hộ ông. Ước tính rằng có tới 20% thành viên của Đảng Cộng sản Nam Tư ủng hộ Stalin thay vì Tito. Nhận thấy điều này, Ban lãnh đạo của Đảng đã tiến hành các cuộc thanh trừng trên diện rộng. Hàng ngàn người bị bỏ tù, bị giết hoặc bị lưu đày. Theo Ranković, 51 nghìn người đã bị giết, bị bỏ tù hoặc bị kết án lao động cưỡng bức. Nhiều địa điểm, bao gồm cả nhà tù thực tế và trại tù ở Stara Gradiška và trại tập trung Ustaše trước đây ở Jasenovac, được sử dụng để giam giữ các tù nhân. Năm 1949, một trại tù đặc biệt cho những người theo Liên Xô được xây dựng trên các đảo không có người như Goli Otok và Sveti Grgur.

### Viện trợ của Hoa Kỳ cho Nam Tư
Nam Tư phải đối mặt với những khó khăn kinh tế do hậu quả của sự chia rẽ, vì nền kinh tế kế hoạch của Nam Tư phụ thuộc vào thương mại với Liên Xô và Khối phía Đông. Lo ngại về một cuộc chiến tranh với Liên Xô dẫn đến phí tổn quân sự cao - tăng lên 21,4% thu nhập quốc dân vào năm 1952. Mặc dù Hoa Kỳ coi sự chia rẽ là cơ hội để giành chiến thắng trong Chiến tranh Lạnh, họ vẫn tiếp cận một cách thận trọng, bởi không chắc liệu chính sách đối ngoại của Nam Tư có thay đổi trong tương lai.
Nam Tư lần đầu tiên yêu cầu sự hỗ trợ từ Hoa Kỳ vào mùa hè năm 1948. Vào tháng 12, Tito thông báo rằng các nguyên liệu thô sẽ được chuyển đến phương Tây để đổi lấy việc tăng cường thương mại. Vào tháng 2 năm 1949, Hoa Kỳ quyết định hỗ trợ kinh tế cho Tito. Đổi lại, Mỹ yêu cầu Nam Tư ngừng viện trợ cho Quân đội Dân chủ Hy Lạp. Cuối cùng, Bộ trưởng Ngoại giao Hoa Kỳ Dean Acheson cho rằng kế hoạch 5 năm của Nam Tư bắt buộc phải thành công nếu Tito muốn giành được ưu thế trước Stalin. Acheson cũng cho rằng việc ủng hộ Tito là vì lợi ích của Hoa Kỳ, bất kể bản chất của chế độ Tito như thế nào. Viện trợ của Mỹ đã giúp Nam Tư vượt qua những vụ mùa kém năm 1948, 1949 và 1950, nhưng hầu như không có tăng trưởng kinh tế trước năm 1952. Tito cũng nhận được sự ủng hộ của Hoa Kỳ để có được một ghế trong Hội đồng Bảo an Liên Hợp Quốc vào năm 1949, bất chấp sự phản đối của Liên Xô.
Hoa Kỳ bắt đầu cung cấp các khoản vay cho Nam Tư vào năm 1949, và tăng dần các khoản vay vào năm 1950, cũng như cung cấp các khoản trợ cấp lớn. Ban đầu, Nam Tư tránh tìm kiếm viện trợ quân sự từ Hoa Kỳ, tin rằng điều này sẽ tạo cớ cho Liên Xô xâm lược. Đến năm 1951, Nam Tư tin rằng một cuộc tấn công từ Liên Xô là điều không thể tránh khỏi bất kể có nhận viện trợ quân sự từ phương Tây hay không. Do đó, Nam Tư đã được đưa vào Chương trình Hỗ trợ Phòng thủ lẫn nhau của Mỹ.

### Phản ứng của Liên Xô và cuộc đảo chính quân sự
Khi cuộc xung đột trở nên công khai vào năm 1948, Stalin bắt tay vào một chiến dịch tuyên truyền chống lại Tito. Các đồng minh của Liên Xô phong tỏa biên giới của họ với Nam Tư; xảy ra 7.877 vụ giao tranh biên giới. Đến năm 1953, các cuộc xâm nhập của Liên Xô hoặc do Liên Xô hậu thuẫn đã dẫn đến cái chết của 27 nhân viên an ninh Nam Tư. Tuy nhiên không rõ liệu Liên Xô có lên kế hoạch can thiệp quân sự nào chống lại Nam Tư hay không. Thiếu tướng Hungary Béla Király, người đã đào tẩu sang Mỹ năm 1956, tuyên bố rằng có tồn tại những kế hoạch như vậy, nhưng nghiên cứu sau đó kết luận những tuyên bố của ông là sai. Nguyên nhân có thể là do phản ứng của Hoa Kỳ đối với Chiến tranh Triều Tiên. Một bức thư Stalin gửi cho Tổng thống Tiệp Khắc Klement Gottwald ngay sau cuộc họp Cục thông tin của Quốc tế tháng 6 năm 1948 gợi ý rằng mục tiêu của Stalin là cô lập Nam Tư, từ đó gây ra sự suy tàn của chế độ, thay vì lật đổ Tito.
Sau Chia rẽ Tito–Stalin, đã có ít nhất một nỗ lực đảo chính do Liên Xô hỗ trợ đã thất bại. Cuộc đảo chính này do Arso Jovanović, Branko Petričević Kadja và Vladimir Dapčević chủ mưu. Âm mưu nhanh chóng bị lật tẩy. Kết quả, lính biên phòng đã giết Jovanović gần Vršac trong khi anh ta đang cố gắng chạy trốn sang România. Petričević bị bắt ở Beograd còn Dapčević bị bắt ngay khi chuẩn bị vượt qua biên giới Hungary. Năm 1952, Bộ An ninh Nhà nước Liên Xô lên kế hoạch ám sát Tito bằng chất độc sinh học, tuy nhiên Stalin đã chết trước khi âm mưu được thực hiện.
Ở khối phía Đông, sự chia rẽ với Nam Tư đã dẫn đến việc truy tố những người bị cáo buộc là thân Tito, nhằm tăng cường sự kiểm soát của Stalin đối với các đảng cộng sản trong khối. Kết quả là nhiều người đã đưa ra xét xử như Xoxe, Rudolf Slánský, László Rajk và Traicho Kostov. Hơn nữa, Albania và Bulgaria đã quay lưng lại với Nam Tư và hoàn toàn nghiêng về Liên Xô. Bất kể Quân đội Dân chủ Hy Lạp phụ thuộc vào sự hỗ trợ của Nam Tư, Đảng Cộng sản Hy Lạp vẫn đứng về phía Cục thông tin của Quốc tế, tuyên bố ủng hộ chia cắt Nam Tư và Macedonia độc lập. Vào tháng 7 năm 1949, Nam Tư cắt đứt sự hỗ trợ và Quân đội Dân chủ Hy Lạp gần như sụp đổ ngay lập tức.

### Sách
- Auty, Phyllis (1969). "Yugoslavia's International Relations (1945-1965)". Trong Vucinich, Wayne S. (biên tập). Contemporary Yugoslavia: Twenty Years of Socialist Experiment. Berkeley, California: University of California Press. tr. 154–202. ISBN 9780520331105.
- Banac, Ivo (1988). With Stalin against Tito: Cominformist Splits in Yugoslav Communism. Ithaca, New York: Cornell University Press. ISBN 0801421861.
- Eglin, Darrel R. (1982). "The Economy". Trong Nyrop, Richard F. (biên tập). Yugoslavia, a Country Study (ấn bản thứ 2). Washington, DC: U.S. Government Printing Office. tr. 113–168. LCCN 82011632.
- Jennings, Christian (2017). Flashpoint Trieste: The First Battle of the Cold War. London, UK: Bloomsbury Publishing. ISBN 9781512601725.
- Judt, Tony (2005). Postwar: A History of Europe Since 1945. New York, New York: Penguin Press. ISBN 1594200653.
- Kane, Robert B. (2014). "Corfu Channel Incident, 1946". Trong Hall, Richard C. (biên tập). War in the Balkans (ấn bản thứ 2). Santa Barbara, California: ABC-Clio. tr. 76–77. ISBN 9781610690300.
- Klemenčić, Mladen; Schofield, Clive H. (2001). War and Peace on the Danube: The Evolution of the Croatia-Serbia Boundary. Durham, UK: International Boundaries Research Unit. ISBN 9781897643419.
- Lulushi, Albert (2014). Operation Valuable Fiend: The CIA's First Paramilitary Strike Against the Iron Curtain. New York City, New York: Skyhorse Publishing. ISBN 9781628723946.
- McClellan, Woodford (1969). "Postwar Political Evolution". Trong Vucinich, Wayne S. (biên tập). Contemporary Yugoslavia: Twenty Years of Socialist Experiment. Berkeley, California: University of California Press. tr. 119–153. ISBN 9780520331105.
- Ramet, Sabrina P. (2006). The Three Yugoslavias: State-building and Legitimation, 1918-2005. Bloomington, Indiana: Indiana University Press. ISBN 9780253346568.
- Reynolds, David (2006). From World War to Cold War: Churchill, Roosevelt, and the International History of the 1940s. Oxford, UK: Oxford University Press. ISBN 9780199284115.
- Theotokis, Nikolaos (2020). Airborne Landing to Air Assault: A History of Military Parachuting. Barnsley, UK: Pen and Sword Military. ISBN 9781526747020.
- Tomasevich, Jozo (2001). War and Revolution in Yugoslavia, 1941–1945: Occupation and Collaboration. Stanford, California: Stanford University Press. ISBN 9780804708579.
- Woodward, Susan L. (1995). Socialist Unemployment: The Political Economy of Yugoslavia, 1945-1990. Princeton, New Jersey: Princeton University Press. ISBN 0691086451.
- Ziemke, Earl F. (1968). Stalingrad to Berlin: The German Defeat in the East. Washington, D.C.: United States Army Center of Military History. LCCN 67-60001.

### Tạp chí khoa học
- Brands, Henry W. Jr (1987). "Redefining the Cold War: American Policy toward Yugoslavia, 1948–60". Diplomatic History. Quyển 11 số 1. Oxford University Press. tr. 41–53. doi:10.1111/j.1467-7709.1987.tb00003.x. ISSN 0145-2096. JSTOR 24911740.
- Lees, Lorraine M. (1978). "The American Decision to Assist Tito, 1948–1949". Diplomatic History. Quyển 2 số 4. Oxford University Press. tr. 407–422. doi:10.1111/j.1467-7709.1978.tb00445.x. ISSN 0145-2096. JSTOR 24910127.
- Perović, Jeronim (2007). "The Tito–Stalin Split: A Reassessment in Light of New Evidence". Journal of Cold War Studies. Quyển 9 số 2. MIT Press. tr. 32–63. doi:10.5167/uzh-62735. ISSN 1520-3972.